# Lutz-en-Dunois
Lutz-en-Dunois är en kommun i departementet Eure-et-Loir i regionen Centre-Val de Loire strax norr om centrala Frankrike. Kommunen ligger i kantonen Châteaudun som tillhör arrondissementet Châteaudun. År 2018 hade Lutz-en-Dunois 375 invånare.

## Befolkningsutveckling
Antalet invånare i kommunen Lutz-en-Dunois
Referens:INSEE